# Hlothhere de Kent

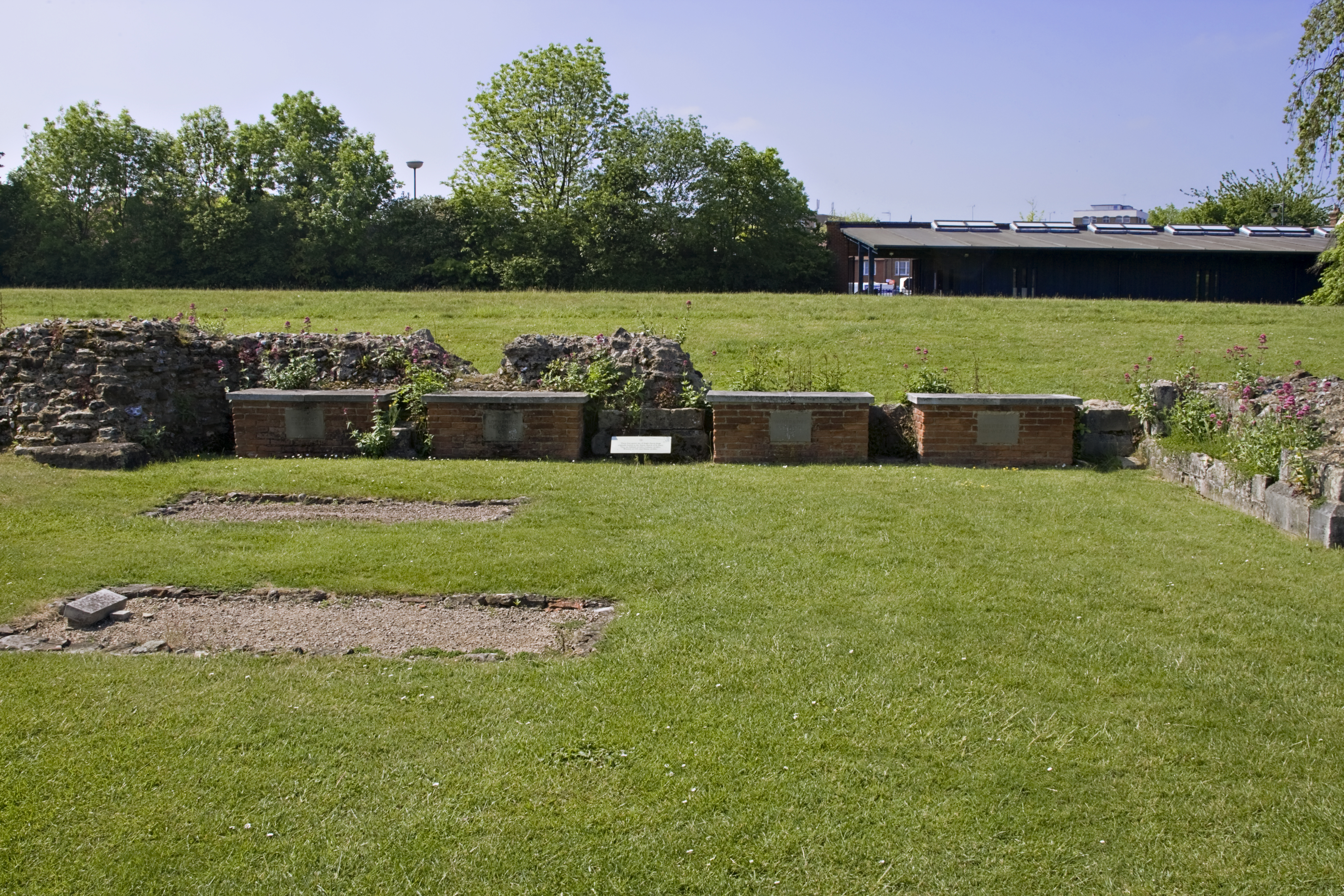
Tumba en la Abadía de San Agustín de Canterbury de cuatro reyes kentianos. Hlothhere es el segundo desde la izquierda.

Hlothhere (o Clotario, o Lotario) (fallecido el 6 de febrero de 685) fue un rey de Kent que gobernó de 673 a 685.
Sucedió a su hermano Egberto I en 673. Entró en conflicto con Mercia, ya que en 676 el rey de esta, Etelredo, invadió Kent y causó gran destrucción; según Beda, ni iglesias ni monasterios se salvaron, y Rochester fue devastada.
El gobierno de Hlothhere, no obstante, sobrevivió a este ataque. Parece que reinó conjuntamente con su sobrino Eadric, hijo de Egberto I, durante cierto tiempo, ya que un código legal de la época fue promulgado bajo el nombre de ambos. En 685, Eadric partió al exilio y dirigió a los sajones del sur contra Hlothhere, que fue derrotado y murió de sus heridas.
La información anterior se deriva de Beda, pero Hlothhere es el primer rey kentiano del que han sobrevivido diplomas auténticos. Una carta conocida a partir de una copia del siglo XV está datada el 1 de abril de 675, primer año de reinado de Hlothhere, lo que contradice la fecha de ascensión atribuida por Beda. Otro diploma de 679 sobrevive en original. Otros dos documentos atribuidos a Hlothere (S1648, S1648a), parecen haber sido copias alteradas de diplomas de Swæfheard (S10) y Swæfberht (S11) (Kelly 1995). Un código de la ley, la Ley de Hlothhere y Eadric, se atribuye de forma conjunta a Hlohtere y su sobrino y sucesor Eadric.
Según Jaume Pomar i Fuster, Hlothhere fue padre de San Ricardo. Este último estuvo asociado al trono de su padre durante 2 años. No obstante, cuando Hlothhere perdió la corona y la vida, su hijo San Ricardo abandonó el reino, zarpó al continente y de allí viajó a Italia, donde murió en 722.